# Fichtner (Unternehmen)
Die Fichtner International GmbH & Co. Beteiligungs KG, die Muttergesellschaft der Fichtner-Gruppe, ist ein weltweit tätiges Planungs- und Beratungsunternehmen mit Firmensitz in Stuttgart. Sie beschäftigt mit ihren Tochter- und Beteiligungsgesellschaften über rund 2000 Mitarbeiter, vorwiegend Ingenieure, Ökonomen und Unternehmensberater der verschiedensten Fachbereiche.

## Geschichte
Das Unternehmen wurde 1922 durch Martin Fichtner in Teplitz-Schönau in der damaligen Tschechoslowakei als zunächst nur regional tätiges Ingenieurbüro gegründet, das sich zunächst auf Auslegungsberechnungen und Abnahmemessungen für Dampfkessel spezialisierte. In den folgenden Jahren weitete das Unternehmen sein Leistungsspektrum auf Beratung und Projektierung in der Energie-, Wärme- und Kältetechnik aus. 1930 hielt Martin Fichtner auf der World Power Conference in Berlin einen Vortrag über technisch-wirtschaftliche Aspekte der Wärmewirtschaft.
Nach dem Zweiten Weltkrieg ruhte die Geschäftstätigkeit zunächst. Im Zuge der Vertreibung der Deutschen aus der Tschechoslowakei floh die Familie Fichtner 1945 nach Süddeutschland, wo Martin Fischer zusammen mit seinen Söhnen Wolfgang und Kurt 1948 dann in Stuttgart die „Ingenieurgesellschaft Fichtner Beratende Ingenieure für Energie- und Wärmewirtschaft“ gründete.
In den 1950er- und 1960er-Jahren übernahm Fichtner erste Großprojekte im In- und Ausland, darunter ein Industriekraftwerk für die Deutschen Linoleum Werke in Bietigheim (1961), die thermische Reststoffverwertungsanlage in Stuttgart-Münster (1966) sowie ein Dampfkraftwerksprojekt in Ashuganj, Ostpakistan (heute Bangladesch), das 1977 abgeschlossen wurde. 1969 folgte mit dem Braunkohlekraftwerk Elbistan in der Türkei das bis dahin größte Kraftwerksprojekt des Unternehmens.
1972 erhielt Fichtner den Auftrag zur Elektrifizierung eines Großteils der Insel Zentral-Java. Es folgen Stromübertragungsprojekte im Nahen Osten, Afrika und Lateinamerika für den Geschäftsbereich elektrische Netze. Der Einstieg in die Technik der thermischen Meerwasserentsalzung mit der Entsalzungsanlage Al Khobar II bildete den Auftakt des Engagements von Fichtner in den arabischen Golfstaaten. Ab 1977 war Fichtner an dem Projekt Plataforma Solar de Almería zur Erforschung der solaren Energienutzung beteiligt.
In den 1980er- und 1990er-Jahren wurden Tochterunternehmen in Indien (1987), Taiwan (1989), Großbritannien (1991), Leipzig (1992) und Spanien (1992) gegründet. Mit Großprojekten wie dem Ausbau des chinesischen 500-kV-Stromnetzes (1998) mit einer Flussüberquerung über den Yangtze mit einer Spannweite von 2,3 km baute Fichtner die internationale Präsenz aus. Für die Stadt Windhoek plante Fichtner 1997 die erste Anlage für ein integriertes Trinkwasser- und Abwasserbehandlungssystem. Das Unternehmen engagierte sich zudem im Bereich Offshore-Windenergie und plante Forschungs- und Versuchsanlagen für Wasserstofftechnologien in Zusammenarbeit mirt dem Deutschen Zentrum für Luft- und Raumfahrt.
Weitere Großprojekte waren u. a. die Nachrüstung des Kraftwerks auf dem norwegischen Gasterminal Kårstø mit einer CCS-Anlage (2008), ein Energieprojekt in Malawi  für die Realisierung von Übertragungsleitungen und Schaltanlagen und die Rehabilitierung eines Wasserkraftwerks (2013), die Koordinierung des SINTEG-Projekt C/sells in Deutschland  zur Entwicklung eines zellularen Energiesystems (2017), Planungsleistungen für das Solarkraftwerk Noor in Marokko (2018) und die Entwicklung des firmeneigenen Digital Grid Portal (2020).

## Konzernüberblick

### Aktuelle Töchter und Beteiligungen
- Fichtner GmbH & Co. KG (operative Holding)
- Fichtner Water & Transportation GmbH
- Fichtner Management Consulting AG
- Fichtner IT Consulting AG
- Fichtner Bauconsulting GmbH
- Fichtner Consulting Engineers Ltd (UK)
- Fichtner Italia S. r. l.
- Fichtner Vietnam Company Ltd.

## Arbeitsgebiete
Als Ingenieur- und Beratungsunternehmen bietet das Unternehmen weltweit Dienstleistungen an. Zu den Auftraggebern gehören neben Entwicklungs- und Geschäftsbanken, privaten Investoren und Industrieunternehmen vor allem staatliche Institutionen wie Ministerien, Kommunalverwaltungen und Forschungseinrichtungen. Ein weiterer wichtiger Kundenkreis sind öffentliche und private Infrastruktur-Dienstleister wie Energieversorgungsunternehmen, Stadtwerke, Wasserver- und Abwasserentsorgungsunternehmen sowie Abfallentsorgungs- und Verkehrsbetriebe.

### Energie
- Energiewirtschaft
- Konventionelle Kraftwerke
- Stromtransport und -verteilung
- Automatisierungs- und Telekommunikationstechnik
- Elektromobilität
- Zielnetzplanung
- Energietransport und -speicherung
- Energiemanagement
- Öl und Gas

### Umwelt und erneuerbare Energien
- Erneuerbare Energien
- Umweltmanagement
- Umweltuntersuchungen
- Genehmigungen
- Umweltverfahrenstechnik
- Abfallwirtschaft

### Wasser und Infrastruktur
- Integriertes Wasserressourcen-Management
- Wasserver- und Abwasserentsorgung
- Meerwasserentsalzung
- Architektur und Hochbau
- Ingenieurbau und Tragwerkplanung
- Verkehrsinfrastruktur
- Bergbau und Rohstoffe
- Geotechnik

### Consulting und IT
- Strategie- und Organisationsberatung
- Transaktionsberatung
- Ökonomische Beratung
- Projekt-, Programm- und Portfoliomanagement
- Schiedsverfahren
- Asset Management
- Digital Business Consulting
- Intelligente IT-Lösungen
- Smart Energies

### Kritik
Fichtner wird u. a. durch Fridays for Future dafür kritisiert, in Bangladesch an einem Kohlekraftwerk mitzubauen und damit das Klima zu gefährden.